# Jana Pallaske
 (juin 2018).
Si vous disposez d'ouvrages ou d'articles de référence ou si vous connaissez des sites web de qualité traitant du thème abordé ici, merci de compléter l'article en donnant les références utiles à sa vérifiabilité et en les liant à la section « Notes et références ».

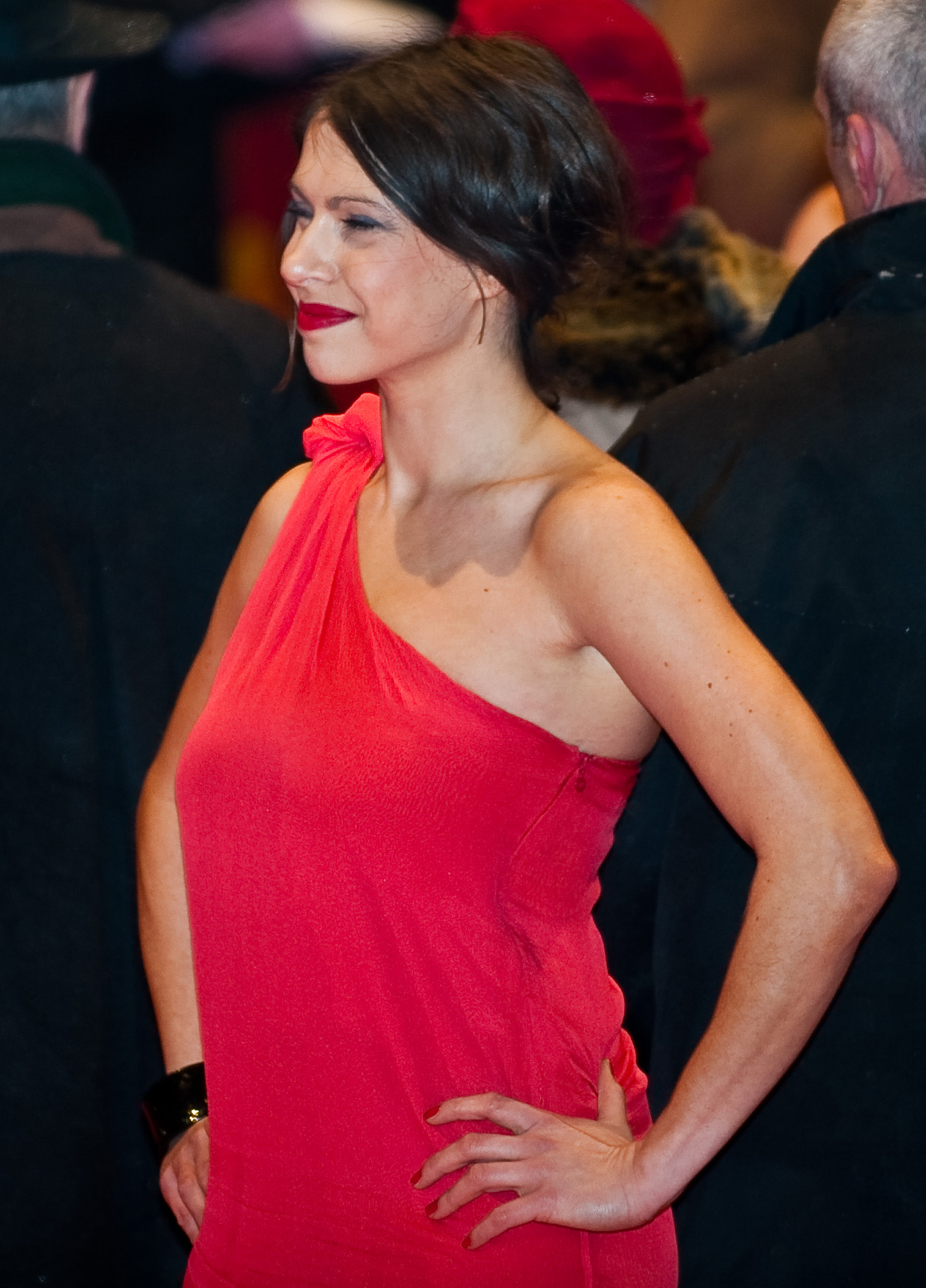
Jana Pallaske au festival de film à Berlin en 2010.

Jana Pallaske est une actrice, chanteuse et musicienne allemande, née dans le district de Treptow le 20 mai 1979.
En tant que chanteuse, elle fait partie du groupe de rock Spitting Off Tall Buildings.
Elle a notamment joué dans le film de Quentin Tarantino, Inglourious Basterds (personnage de Babette).

## Carrière artistique
Après que Jana Pallaske a abandonné l'école peu de temps avant l'obtention de son diplôme, elle obtient en 2000 la vedette dans le film Alaska.de par Esther Gronenborn. Elle a eu son deuxième rôle principal en 2001 dans le film Engel & Joe (en) au côté de Robert Stadlober.
Depuis, elle a participé à de nombreuses productions cinématographiques et télévisuelles. Jusqu'en 2004, elle a également travaillé en tant que VJ sur la chaîne musicale MTV Germany (en) , sur laquelle elle présentait le MTV News Mag une fois par semaine en tant que représentante de Markus Kavka. En 2009, elle a joué avec le groupe Jupiter Jones la chanson North Pole / South Pole. En 2011, elle a fait sensation en tant qu'activiste du mouvement Occupy dans le talk-show Maybrit Illner(en).
En 2009, Jana a chanté avec le chanteur allemand Bill Kaulitz sur la chanson Geisterfahrer de l'album Humanoid du groupe pop rock allemand Tokio Hotel.
En 2016, elle a participé à la 150e édition de l'ARD-Quizsendung Qui sait quoi ? dans lequel elle a battu l'équipe adverse aux côtés du capitaine de l'équipe Bernhard Hoëcker.
Toujours en 2016, elle a participé à la neuvième saison de l'émission de danse télévisée Let's Dance en tant que danseuse amateur de premier plan et a remporté la troisième place.

## Filmographie
- 2000 : Alaska.de de Esther Gronenborn, Sabine
- 2002 : Engel & Joe de Vanessa Jopp, Joe
- 2002 : Tatort - Schützlinge (TV), Svenja
- 2002 : Jeans de Nicolette Krebitz, Nina
- 2002 : The Extremists (Extreme Ops) de Christian Duguay, Kittie
- 2002 : Baader de Christopher Roth : Karin
- 2003 : Parfum d'absinthe (Was nützt die Liebe in Gedanken) de Achim von Borries : Elli
- 2004 : Eurotrip, Anna
- 2004 : Komm näher de Vanessa Jopp, Hannah
- 2005 : Polly Blue Eyes, Jale
- 2006 : Sirenata de Maya Puig, Mermaid
- 2006 : Kopf oder Zahl, Irina
- 2006 : Berlin am Meer de Wolfgang Eissler, Margarethe
- 2006 : You just want something you can never have de Fabian knecht, la fille en blanc
- 2007 : Warten auf Angelina de HC Blumenberg, Mandy
- 2007 : Märzmelodie de Martin Walz, Katja
- 2007 : Speed Racer de Larry & Andy Wachowski, James McTeigue
- 2007 : Rendez-vous à Palerme (The Palermo Shooting) de Wim Wenders, l'élève
- 2008 : Phantomschmerz de Matthias Emcke, Nika
- 2009 : Planète hurlante 2 (Screamers: The Hunting) de Sheldon Wilson
- 2009 : Inglourious Basterds de Quentin Tarantino
- 2013 : Un prof pas comme les autres (Fack ju Göhte) de Bora Dagtekin : Charlie
- 2014 : Géographie du cœur malchanceux (Geography of the Heart), de David Allain et Alexandra Billington : Anna (segment "Berlin")
- 2015 : Un prof pas comme les autres 2 (Fack ju Göhte 2) de Bora Dagtekin : Charlie
- 2016 : Braquage à l'allemande (Vier gegen die Bank) de Wolfgang Petersen : Heidi